# NGC 7452
NGC 7452 (другое обозначение — PGC 1306660) — линзообразная галактика (S0) в созвездии Рыбы.
Этот объект входит в число перечисленных в оригинальной редакции «Нового общего каталога».